# Auguste Walbaum
Pour les articles homonymes, voir Walbaum.
Auguste Walbaum, né le 2 mars 1819 à Reims et mort le 31 décembre 1896 dans la même ville, est un manufacturier en tissages à Reims et filateur. Il participa activement à la vie de la ville de Reims.

## Biographie
Auguste Walbaum est le fils de Heinrich Ludwig Henry Louis Walbaum (1780-1869), négociant en vin de Champagne, associé de "Heidsieck et Cie" en 1812, puis "Walbaum-Heidsieck & Cie" et de Elisabeth "Caroline" Friederike Heidsieck (1788-1868).
Il se marie le 19 février 1848 avec Caroline Blanche Marguerite Bègue (1827-1901) avec qui il aura cinq enfants.
Il est d’abord associé à Pierre Roland Benoist-Malot pour former la société "Benoist-Malot et A.Walbaum". 
Ils se séparent en 1866 pour poursuivre chacun leur activité indépendamment. Auguste Walbaum fonde la maison "A.Walbaum et Cie".
Il a participé à la création du Syndicat rémois qui a permis la création d'une monnaie fiduciaire, la paie des salariés de la filière textile pendant le retrait de la Banque de France généré par la guerre et la poursuite de l'activité de cette filière. 
Il fonde, en 1873, une usine de tissage et de filature de laine, dite "Usine des Coutures", à l’angle de l’actuel boulevard Saint-Marceaux et de l’avenue Georges-Clemenceau.

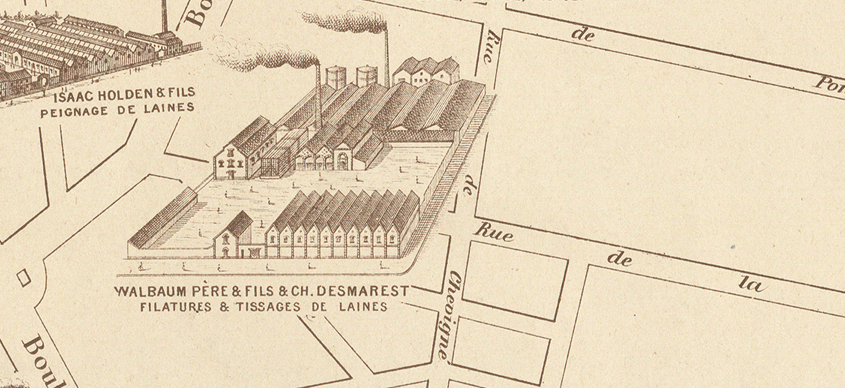
Usine Walbaum en 1894.

En 1876, il s’associe à ses deux fils Édouard Walbaum (1851-1939) et Alfred Walbaum (1849-1910) et Charles Desmarets pour fonder la maison "Walbaum.A père, fils et Desmarest.Ch". 
L’usine incendiée en 1883 est reconstruite.
Il cesse son activité professionnelle en 1895 et décède le 31 décembre 1896 à Reims.
Il est inhumé au carré protestant du Cimetière du Nord.

## Nominations
- Président du Tribunal de Commerce de Reims (1877-1878)[4],
- Président de la Société Industrielle (mai 1870 à mars 1873)[1],
- Membre de la Chambre de Commerce depuis 1872, puis vice-président entre 1879 et 1881 et enfin président en 1883 jusqu'en 1893.
- Administrateur de la succursale de la Banque de France,
- Membre du Conseil Supérieur du Commerce et de l'Industrie et vice-président de la Société d'Encouragement pour le commerce d'exportation[5],
- Président du syndicat rémois (novembre 1871 à février 1875)[1].

## Distinction
- Chevalier de la Légion d'honneur par décret du 20 octobre 1878[1].

## Hommages
- Une rue de Reims est nommée, en 1967, Rue Auguste Walbaum,
- Une salle de la Chambre de Commerce de Reims est baptisée Auguste Walbaum.